# 俊芿
俊芿（しゅんじょう）は、鎌倉時代前期の僧。出自については不詳である。肥後国飽田郡の出身。字は我禅。号は不可棄。勅号は大興正法国師、諡号は月輪大師（がちりんだいし）。真言宗泉涌寺派の宗祖とされる。

## 業績
寿永3年（1184年）、18歳の時に出家剃髪し、翌文治元年（1185年）に大宰府観世音寺で具足戒を受けた。正治元年（1199年）には、「伝律」のため中国（宋）に渡った。径山の蒙庵元総に禅を、四明山景福寺の如庵了宏に律を、北峰宗印に天台教学を学んで、12年後の建暦元年（1211年）に日本に帰国して北京律（ほっきょうりつ）をおこした。俊芿に帰依した宇都宮信房に仙遊寺を寄進され、寺号を泉涌寺と改めて再興するための勧進を行った。後鳥羽上皇をはじめ天皇・公家・武家など多くの信者を得て、そこから喜捨を集め、堂舎を整備して御願寺となり、以後、泉涌寺は律・密・禅・浄土の四宗兼学の道場として栄えることとなった。俊芿の伝記としては、鎌倉時代に成立した『不可棄法師伝』が知られている。

## 書
能書家としても知られ、その書名は宋朝においても高かったといわれる。日本に宋風の新書風をもたらした功は大であり、筆跡としては、『泉涌寺勧縁疏』（せんゆうじかんえんそ）と『附法状』がともに国宝として泉涌寺に現存する。

### 泉涌寺勧縁疏
仙遊寺を泉涌寺と改めた翌年の承久元年（1219年）10月、54歳のときに書した勧縁疏である。文章・書風ともに優れており、風格・骨法は宋代に流行した黄山谷風の行書体である。5紙1巻よりなり、外題に「造泉涌寺勧進疏」とある。大きさは、40.8cm×29.3cm。